# Maeve Binchyová
Maeve Binchyová (28. května 1939 Dublin – 30. července 2012 Dublin) byla irská spisovatelka. Její díla byla přeložena do 37 jazyků a dosáhla souhrnného nákladu 40 milionů výtisků. Většinou se odehrávala na irském maloměstě a vyznačovala se laskavým humorem, ona sama svou literaturu označovala za „únikovou“. Od roku 1969 pravidelně přispívala svými vtipnými sloupky do deníku The Irish Times.  Do literatury vstoupila jako dramatička, svůj první román vydala roku 1982 (Light a Penny Candle). Její manžel Gordon Snell byl spisovatelem knih pro děti.